# Nanothinophilus pauperculus
Nanothinophilus pauperculus är en tvåvingeart som beskrevs av Patrick Grootaert och Henk J.G. Meuffels 1998. Nanothinophilus pauperculus ingår i släktet Nanothinophilus och familjen styltflugor. Inga underarter finns listade i Catalogue of Life.